# Jeanne Bell
Dorothy Jeanne Bell (1888–1978) foi uma escultora britânica.

## Biografia
Bell nasceu e foi criada em Hampstead, no norte de Londres. O seu pai, John Clement Bell (1860–1944), foi sócio sénior da empresa Clayton and Bell de fabricantes de vitrais, enquanto o seu irmão, Reginald Bell, e o seu sobrinho, Michael Farrar-Bell, também eram artistas.
Jeanne Bell criou estatuetas em bronze, marfim, madeira e alabastro, além de figuras de animais em terracota e cerâmica vitrificada. Ela expos regularmente na Royal Academy de Londres, apresentando cerca de 37 trabalhos lá entre 1927 e 1966. Ela também exibiu trabalhos com a Sociedade de Mulheres Artistas, com o Royal Glasgow Institute de Belas Artes, com a Royal Miniature Society, com a Arts and Crafts Exhibition Society e na Walker Art Gallery em Liverpool. Bell foi uma artista activa até ao final da sua vida. Ela morreu em Dinton em Buckinghamshire, onde viveu a maior parte da sua vida depois de deixar Londres.